# Mohammad Shtayyeh
Mohammad Shtayyeh (árabe: محمد اشتية‎; Nablus, 17 de janeiro de 1958) é um político palestino que serviu como Primeiro-ministro do Governo Autoridade Nacional Palestina de 14 de abril de 2019 até sua renúncia em 26 de fevereiro de 2024.
Ele foi Ministro de Obras Públicas e Habitação e Ministro da Economia para o Desenvolvimento e Reconstrução, além de ter doutorado em desenvolvimento econômico pela Universidade de Sussex. Trabalhou como professor na Universidade Birzeit e publicou muitos livros sobre economia, política e história.   
Em 2024, apresentou renuncia por notar que Gaza precisaria de um novo Governo, e a situação critica de Gaza, segundo ele